# Stanislav Bogunia
Stanislav Bogunia (* 30. března 1949 v Karviné) je český klavírista, dirigent, sbormistr a hudební pedagog.
Po studiích na ostravské konzervatoři dále studoval dirigování na pražské Hudební fakultě Akademie múzických umění, kterou pod vedením Václava Neumanna úspěšně dokončil v roce 1980. Poté po mnoho let působil jako doprovodný klavírista a komorní hráč. Na klavír doprovázel, mimo jiné, také houslistu Václava Hudečka. Kromě toho také působil jakožto sbormistr i dirigent, vykonával funkci šéfdirigenta Západočeského symfonického orchestru v Mariánských Lázních a dirigenta Janáčkovy filharmonie Ostrava. Jako sbormistr působil u Pěveckého sboru Českého rozhlasu, v Českém rozhlasu působí dodnes jako jeden z dirigentů Symfonického orchestru Českého rozhlasu.
Po mnoho let také působí i jako hudební pedagog na Hudební fakultě pražské AMU.